# Stay Positive
| Совокупная оценка          | Совокупная оценка |
| Источник                   | Оценка            |
| -------------------------- | ----------------- |
| Metacritic                 | 85/100            |
| Оценки критиков            |                   |
| Источник                   | Оценка            |
| AllMusic                   | [ 2 ]             |
| The A.V. Club              | B+                |
| Entertainment Weekly       | A                 |
| The Guardian               | [ 5 ]             |
| Los Angeles Times          | [ 6 ]             |
| MSN Music (Consumer Guide) | B+                |
| NME                        | 9/10              |
| Pitchfork                  | 8.4/10            |
| Rolling Stone              | [ 10 ]            |
| Spin                       | [ 11 ]            |

Stay Positive — четвёртый студийный альбом американской рок-группы The Hold Steady, изданный 15 июля 2008 года на лейбле Vagrant Records и на Rough Trade. Клавишник Франц Николаи отмечает, что этот альбом является его любимым, заявляя, что он представляет собой «интегрированную, нюансированную, менее суматошную дистилляцию [их раннего] звучания».
Альбом дебютировал в британском официальном хит-параде UK Album Chart на 15-м месте в дату с 20 июля 2008 года. Он также занял первое место в рок-чарте UK Indie Chart. В США альбом дебютировал на 30-м месте в хит-параде Billboard 200. Песня «Constructive Summer» была включена журналом Rolling Stone под номером 56 в их список 100 лучших песен 2008 года (100 Best Songs of 2008).
Тираж Stay Positive к апрелю 2010 года составил 88 000 копий

## История
В интервью Uncut, Craig Finn отмечает, что он думал, что альбом «должен взглянуть на персонажей, о которых я писал на предыдущих трёх альбомах, когда они стали немного старше, более взрослыми, с более взрослыми проблемами». В частности, заглавный трек ссылается на несколько песен Hold Steady и персонажей из предыдущих альбомов, таких как «Hornets! Hornets!», «Positive Jam», «Massive Nights» и «Sweet Payne», связывая их с общей темой веры в идеалы молодости по мере взросления. Заглавный трек отсылает к хардкор-панк группам Youth of Today, 7 Seconds и Dillinger Four.

## Отзывы
Альбом получил положительные отзывы музыкальной критики и интернет-изданий. Он получил 85 из 100 баллов на интернет-агрегаторе Metacritic на основе 35 рецензий. 

### Итоговые списки
| Публикация           | Страна | Список                                                | Год  | Ранг |
| -------------------- | ------ | ----------------------------------------------------- | ---- | ---- |
| The A.V. Club        | USA    | The Best Music of 2008                                | 2008 | #6   |
| Q                    | UK     | 50 Best Albums of the Year                            | 2008 | #35  |
| Mojo                 | UK     | 50 Best Albums of the Year                            | 2008 | #6   |
| Uncut                | UK     | 50 Best Albums of the Year                            | 2008 | #12  |
| Rolling Stone        | USA    | 50 Best Albums of the Year                            | 2008 | #36  |
| Entertainment Weekly | USA    | Best Music of 2008: A Second Opinion by Chris Willman | 2008 | #1   |

## Список композиций
Все песни написаны Крейгом Финном, Тадом Кублером, кроме тех, что указаны.
1. «Constructive Summer» — 2:56
2. «Sequestered in Memphis» — 3:33
3. «One for the Cutters» — 4:41
4. «Navy Sheets» — 3:23
5. «Lord, I’m Discouraged» — 5:08
6. «Yeah Sapphire» (Finn, Franz Nicolay) — 3:37
7. «Both Crosses» — 4:35
8. «Stay Positive» — 2:59
9. «Magazines» (Finn, Nicolay) — 3:09
10. «Joke About Jamaica» (Finn, Kubler, Nicolay) — 4:36
11. «Slapped Actress» — 5:19

### CD, бонусные треки
1. «Ask Her for Adderall» — 2:52
2. «Cheyenne Sunrise» — 4:11
3. «Two Handed Handshake» — 4:15

### Виниловое издание
Двойное виниловое издание LP включает бонус-трек «Ask Her for Adderall» с лимитированного CD-издания, а также немного другой порядок треков.
Disc 1 Side A:
1. «Constructive Summer»
2. «Sequestered in Memphis»
3. «One For The Cutters»

Disc 1 Side B:
1. «Navy Sheets»
2. «Yeah Sapphire»
3. «Lord, I’m Discouraged»

Disc 2 Side A:
1. «Both Crosses»
2. «Stay Positive»
3. «Joke About Jamaica»

Disc 2 Side B:
1. «Ask Her For Adderall»
2. «Magazines»
3. «Slapped Actress»